# Coccophagus ishiii
Coccophagus ishiii är en stekelart som beskrevs av Compere 1931. Coccophagus ishiii ingår i släktet Coccophagus och familjen växtlussteklar. Inga underarter finns listade i Catalogue of Life.